# لوسی اوبراک
لوسی اوبراک یا لوسی ساموئل (انگلیسی: Lucie Aubrac؛ ۲۹ ژوئن ۱۹۱۲ – ۱۴ مارس ۲۰۰۷)، (لوسی برنارد نام قبل از ازدواج) که بیشتر به عنوان لوسی اوبراک شناخته می‌شد، یک معلم تاریخ فرانسه و عضو مقاومت فرانسه در جنگ جهانی دوم بود.

## زندگی اولیه
لوسی برنارد، دختر یکی از باغداران انگور خرده‌پا در منطقه بورگاندی فرانسه بود. او در یک خانواده کاتولیک در ماکن به دنیا آمد. در دسامبر سال ۱۹۳۹ در شهر استراسبورگ با ریمون ساموئل یهودی آشنا شد و با او ازدواج کرد. ریمون ساموئل بعدها بنام ریمون اوبراک شناخته شد چرا که با توجه به گسترش فضای ضدیهودی و آزار و اذیت یهودیان در طول اشغال فرانسه توسط نازی، مجبور به تغییر نام شده بود.

## پیوستن به مقاومت
پس از سقوط فرانسه، لوسی در شهر لیون به گروه آزادیبخش مقاومت جنوب پیوست. این گروه توسط همسرش تشکیل شده بود. بعدها در سال ۱۹۴۱ به گروه شارل دلسترن پیوست. در سال ۱۹۴۱ با امانوئل داستیه به نیروهای مقاومتی پیوست که برای تهیه و توزیع نشریه زیر زمینی لیبراسیون تشکیل شده بود. در همان سال اولین فرزندش ژان پیر به دنیا آمد.
در ۲۱ ژوئن سال ۱۹۴۳ گشتاپو ریموند و ژان مولن یکی از برجسته‌ترین رهبران مقاومت و تعداد زیادی از دیگر اعضای مقاومت فرانسه را دستگیر کرد. آن‌ها به زندان مونلوک در نزدیکی لیون منتقل شدند. نازی‌ها به‌شدت به‌دنبال پیدا کردن ژان مولن به عنوان نماینده ارشد ژنرال شارل دو گل نماینده برجسته مقاومت فرانسه بودند.
لوسی می‌توانست با کلاوس باربی، رئیس گشتاپو لیون صحبت رو در رو کند. نام مستعار او «گیسلن باربنتان»، نام یکی از نجیب‌زادگان فرانسوی بود. به دلیل بارداری و یک قانون خاص فرانسه به نام «ازدواج با افراطیون» که بر اساس آن شخص محکوم به مرگ می‌تواند به‌طور غیرقانونی ازدواج کند، لوسی موفق شد کلوس باربی را متقاعد کند که ازدواج نکرده و چون باردار است، نمی‌تواند مادری ازدواج نکرده باشد. باربی قبول کرد که ریمون آزاد شود و برای مراسم ازدواج برود. این برای لوسی و نیروهای مقاومت یک فرصت بود.
باربی اجازه داد که لوسی با همسر زندانی اش ملاقات کند. در زمان ملاقات، لوسی طرح مقاومت را به ریمون توضیح داد و گفت که آن‌ها می‌خواهند هنگامی که آلمان‌ها دارند او را از مراسم ازدواج به زندان برمی‌گردانند، نیروهای مقاومت به کامیون آلمان‌ها تهاجم خواهد کرد. در ۲۱ اکتبر سال ۱۹۴۳ اوبراک از سلول زندان به محل مراسم ازدواجی که در مرکز فرماندهی گشتاپو برگزار شده بود منتقل شد. درست بعد از مراسم، ریمون اوبراک و ۱۳ نفر از افراد مقاومت که دستگیر شده بودند با یک کامیون در حال انتقال به زندان بودند. در مسیر زندان، کامیون آلمان‌ها توسط چهار خودرو رزمندگان مقاومت هدف تهاجم قرار گرفت. لوسی اوبراک که شش‌ماهه باردار بود فرماندهی گروه‌های مهاجم را به عهده داشت. در این تهاجم شش آلمانی شامل راننده کامیون و پنج گارد حفاظتی در این تهاجم کشته شدند و تمامی ۱۳ تن از افراد مقاومت به همراه ریمون اوبراک آزاد شدند.

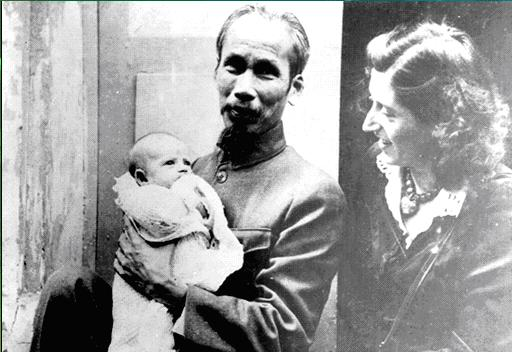
هوشی مین، نوزاد الیزابت (بابت) اوبراک و لوسی اوبراک، ۱۹۴۶

## ادامه مقاومت در بریتانیا
بعد از این عملیات دیگر برای خانواده اوبراک بسیار خطرناک بود که فعالیت‌های مقاومت را ادامه دهد. آن‌ها چند ماه در روستاهای فرانسه مخفی شدند. لوسی و ریمون چند روز بعد از به دنیا آمدن فرزند اولشان، ژان پییر، در فوریه ۱۹۴۴ به لندن رفتند. همان‌طور که آخرین نام مستعار آن‌ها در فرانسه استفاده شد، با همان نام خود اوبراک در بریتانیا باقی ماندند. فرزند دوم او کاترین، در تاریخ ۱۲ فوریه ۱۹۴۵ متولد شد، و فرزندخوانده شارل دو گل شد.

## بعد از جنگ

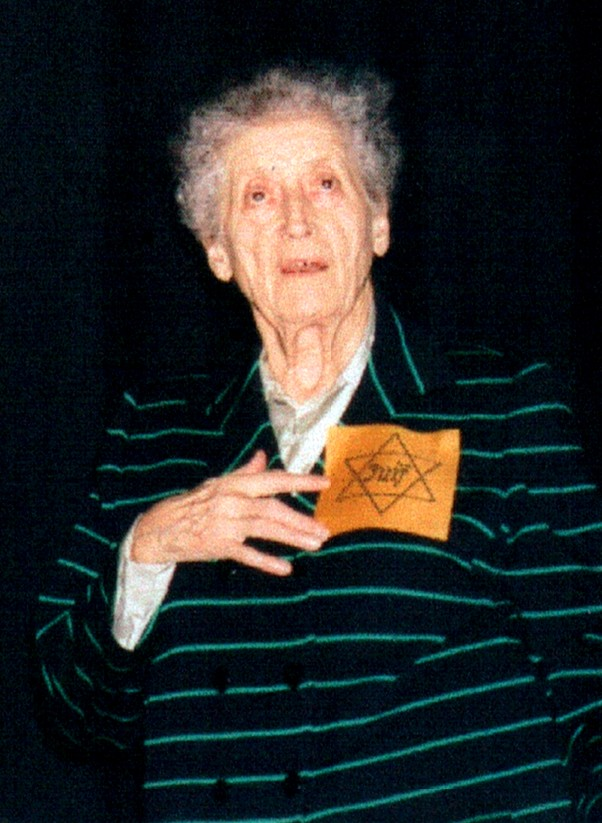
لویسی اوبراک در سال ۲۰۰۱

در سال ۱۹۴۶، لوسی فرزند سوم خود، الیزابت بابت را به دنیا آورد و هو شی مین پدرخوانده او شد.
پس از جنگ، لوسی اوبراک در کمیته مشورتی دولت موقت جمهوری فرانسه (GPRF) خدمت کرد. مدرک تحصیلی اش نیز بازسازی شد و در نهایت به تدریس بازگشت. او همچنین فعالیت‌های حقوق بشری اش را از سر گرفت و در کنار مردم الجزایر در جنگ استقلال آن‌ها شرکت کرد.

## انتشار کتاب، افتخارات
در سال ۱۹۴۸ لوسی اوبراک خاطراتش را در کتابی با عنوان «آنها با عزت خواهند رفت» منتشر کرد. عنوان فرانسوی این کتاب (Ils partiront dans l'ivresse) به یک کد رادیویی بر می‌گردد که خانواده اوبراک برای دانستن اینکه آیا می‌توانند فرانسه را در امنیت به قصد انگلستان ترک کنند از رادیو مقاومت می‌شنیدند. این کتاب با نام «غلبه بر گشتاپو» به انگلیسی ترجمه شد.
فیلم لوسی اوبراک نیز ماجراهای فرار همسرش را بازگو می‌کند. لوسی همچنین بخاطر قهرمانی‌هایش در جنگ جهانی دوم از دولت فرانسه مدال افتخار دریافت کرد.

## درگذشت
لوسی اوبراک در ۱۴ مارس سال ۲۰۰۷ در ایسی له مولینو در نزدیکی پاریس در ۹۴ سالگی درگذشت.